# Neoparachorista perkinsi
Neoparachorista perkinsi  (лат.) — ископаемый вид скорпионниц рода Neoparachorista из семейства Parachoristidae (Triassochoristidae). Обнаружен в триасовых отложениях Австралии (Квинсленд, Mt. Crosby, карнийский ярус, около 230 млн лет). Длина переднего крыла 24 мм. 
Вид Neoparachorista perkinsi был впервые описан по отпечаткам в 1955 году вместе с Archexyela crosbyi, Archeosmylus costalis, Lithosmylidia lineata, Mesogryllacris giganteus, Archebittacus exilis, Triassochorista nana, N. semiovena, N. splendida, Neopermopanorpa mesembria. Включён в состав рода Neoparachorista Riek 1955 (из подсемейства Neorthophlebiinae Handlirsch 1920) вместе с видом Neoparachorista clarkae. Сестринские таксоны скорпионниц: Neoparachorista, Ctenophlebia, Haplobittacus, Neorthophlebopsis, Parabittacus, Pleobittacus, Protobittacus..